# Trentasei Immortali della Poesia

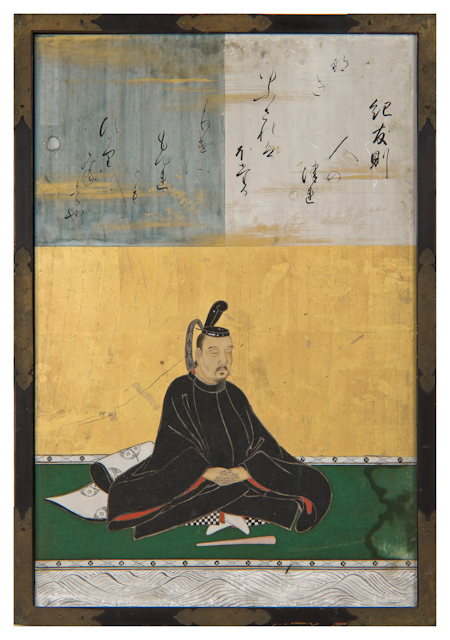
Ki no Tomonori di Kanō Tan'yū, 1648

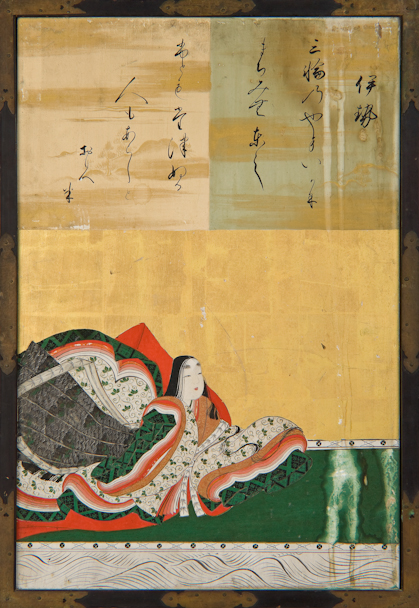
Ise di Kanō Tan'yū, 1648.

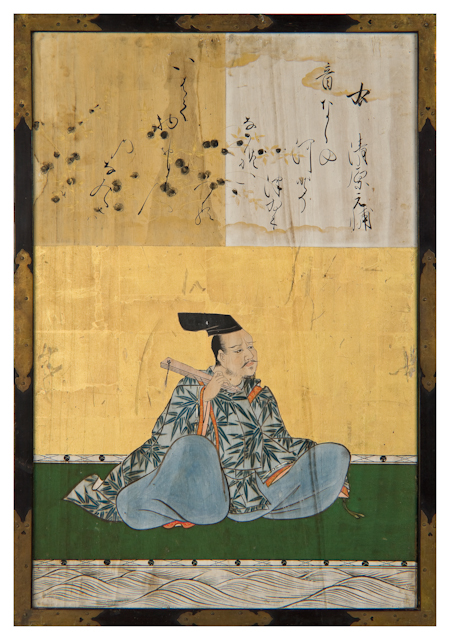
Kiyohara no Motosuke di Kanō Yasunobu, 1648

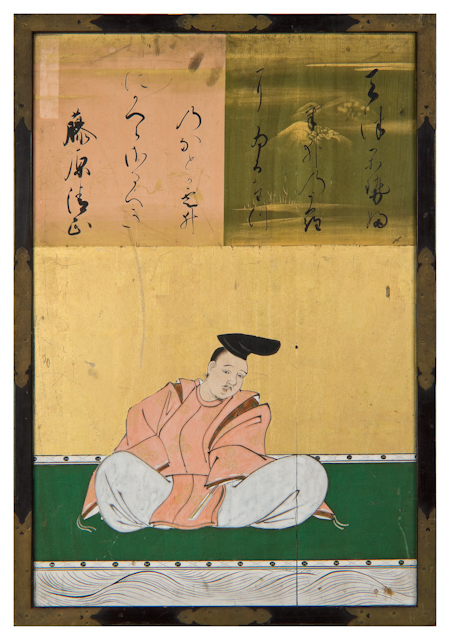
Fujiwara no Kiyotada di Kanō Naonobu, 1648

I Trentasei Immortali della Poesia (三十六歌仙, Sanjūrokkasen) sono un gruppo di poeti giapponesi dei periodi Asuka, Nara e Heian selezionati da Fujiwara no Kintō come esempi di abilità poetica giapponese. La più antica raccolta sopravvissuta delle opere dei 36 poeti è Nishi Honganji Sanju-rokunin Kashu ("Collezione di 36 poeti Nishi Honganji") del 1113. Gruppi simili di poeti giapponesi includono il Nyōbō Sanjūrokkasen (女房三十六歌仙), composto esclusivamente da dame di corte del periodo Kamakura, e i Chūko Sanjūrokkasen (中古三十六歌仙), o Trentasei immortali della poesia dell'era Heian, selezionati da Fujiwara no Norikane (1107–1165). Questa lista ha sostituito un gruppo più vecchio chiamato i Sei Immortali della Poesia (六歌仙, Rokkasen).
I ritratti (essenzialmente immaginari) del gruppo erano popolari nella pittura giapponese e nelle successive stampe su legno, e spesso erano appesi nei templi.

## Trentasei immortali della poesia
1. Kakinomoto no Hitomaro
2. Ki no Tsurayuki
3. Ōshikōchi no Mitsune
4. Ise
5. Tomo no Yakamochi
6. Yamabe no Akahito
7. Ariwara no Narihira
8. Henjō
9. Sosei
10. Ki no Tomonori
11. Sarumaru no Taifu
12. Ono no Komachi
13. Fujiwara no Kanesuke
14. Fujiwara no Asatada
15. Fujiwara no Atsutada
16. Fujiwara no Takamitsu
17. Minamoto no Kintada
18. Mibu no Tadamine
19. Saigū no Nyōgo
20. Ōnakatomi no Yorimoto
21. Fujiwara no Toshiyuki
22. Minamoto no Shigeyuki
23. Minamoto no Muneyuki
24. Minamoto no Saneakira
25. Fujiwara no Kiyotada
26. Minamoto no Shitagō[1]
27. Fujiwara no Okikaze
28. Kiyohara no Motosuke
29. Sakanoue no Korenori
30. Fujiwara no Motozane
31. Ōnakatomi no Yoshinobu
32. Fujiwara no Nakafumi
33. Taira no Kanemori
34. Mibu no Tadami
35. Kodai no Kimi
36. Nakatsukasa

## Raffigurazione delle 36 poesie
Al Santuario di Aekuni (Iga Kuni Ichinomiya) a Iga City, nella prefettura di Mie, c'è un dipinto contenente le trentasei poesie designato come Bene culturale tangibile dalla prefettura di Mie. Si ritiene che l'autore di questo dipinto "Yamatoku", venga scambiato per il pittore della scuola di Kano "Yamaraku", che era attivo allo stesso tempo, ma il design di Kano Sanraku non può essere confermato nello stile della pittura. Tuttavia, sembra che si possa ammettere che la carta colorata di Waka sia dipinta da Konoe Nobutada (il primo nome di Nobutada), uno dei "Tre pennelli di Kanei" del periodo Keicho 14 (1609), verso la fine del periodo Momoyama.
La cornice piatta che raffigura le trentasei poesie era composta originariamente da 36 dipinti dei 36 poeti, ma ciò che viene trasmesso al Santuario di Aekuni è costituito da 12 dipinti con tre volti ciascuno.
Quelli in possesso del Santuario di Aekuni meritano una menzione speciale in quanto sono conservati nel loro stato originario di consacrazione senza alcuna omissione.
Un dipinto raffigurante i trentasei poeti è presente nel Santuario di Okusa Hachiman (Tasuku Ohisa Hachiman) a Komaki, nella prefettura di Aichi. L'originale conteneva 36 poeti, ma ora ne mancano 4 (Ono Komachi, Fujiwara no Atsutada, Henjo, Sosei). Il dipinto è stato appeso al vento e alla pioggia per lungo tempo, e il danno è stato così grave che è stato rimosso durante la riparazione della sala di culto nel 1986, ora viene esposta una riproduzione del dipinto.
È stato designato come Bene culturale tangibile della città di Komaki nel 2002.